# Agira
Agira (Aggira în siciliană, Ἀγύριον în limba greacă veche, Agyrium în limba latină), în trecut și  San Filippo d'Argirò, este o comună în  provincia Enna, în Sicilia (Italia).

## Demografia
Agira - evoluția demografică

|  | Graficele sunt indisponibile din cauza unor probleme tehnice. Mai multe informații se găsesc la Phabricator și la wiki-ul MediaWiki. |

Date: Recensăminte sau birourile de statistică - grafică realizată de Wikipedia

## Localități înfrățite
- Malta , Casal Zebbugi (Gozo)

1. ↑  Superficie di Comuni Province e Regioni italiane al 9 ottobre 2011 (în italiană), Istituto Nazionale di Statistica, accesat în 16 martie 2019